# Partido Jovem Finlandês
O Partido Jovem Finlandês ou Partido Constitucional Fennoman (em finlandês:  Nuorsuomalainen Puolue ou Perustuslaillis-Suomenmielinen Puolue) começou como um movimento reformista de classe alta no autônomo Grão-Ducado da Finlândia durante a década de 1870 e formado como um partido político em 1894. O movimento se separou do principal movimento Fennoman, o Partido Finlandês, devido a competição política entre duas gerações políticas que possuiam diferentes visões quanto ao estatuto constitucional da Finlândia no Império Russo. Em adição, a industrialização e abertura da economia finlandesa pelo Imperador Alexandre II deu espaço para o pensamento econômico liberal. Os Jovens Finlandeses se opuseram a base constitucional dos esforços de Russificação que começaram durante 1899-1905. Por este período, várias facções políticas se juntaram ao movimento e seguradas juntas por um oponente comum, o autocrático Império Russo.

## Literatura
- Vesa Vares (2000): Varpuset ja pääskyt. Nuorsuomalaisuus ja Nuorsuomalainen puolue 1870-luvulta vuoteen 1918. ISBN 951-746-161-5